# Seleção Senegalesa de Basquetebol
A Seleção Senegalesa de Basquetebol é a equipe que representa Senegal em competições internacionais. É gerido pela Federação Senegalesa de Basquetebol fundada e filiada a FIBA em 1962. Atualmente figura na 30º posição no ranking masculino e ao lado do Egito destacam-se como os segundo maiores campeões continentais seguindo Angola.